# Mỹ An, Chũ
Mỹ An là một xã thuộc thị xã Chũ, tỉnh Bắc Giang, Việt Nam.

## Địa lý
Xã Mỹ An có diện tích 17,34 km², dân số năm 2023 là 7.172 người, mật độ dân số đạt 413 người/km².

## Lịch sử
Ngày 28 tháng 7 năm 1958, Bộ Nội vụ ban hành Nghị định số 241-NV về việc thành lập xã Trường Giang thuộc huyện Lục Nam trên cơ sở 3 thôn: Tòng Lệnh, An Phúc, Đồng Chè của xã Mỹ An.
Xã Mỹ An có 6 thôn: An Phú, Xuân An, Ngọc Nương, Hòa Mục, Búc, Trung Giang.
Ngày 27 tháng 10 năm 1962, Quốc hội ban hành Nghị quyết về việc thành lập tỉnh Hà Bắc trên cơ sở tỉnh Bắc Giang và tỉnh Bắc Ninh. Khi đó, xã Mỹ An thuộc huyện Lục Nam, tỉnh Hà Bắc.
Ngày 14 tháng 3 năm 1963, Hội đồng Chính phủ ban hành Quyết định số 25-CP về việc sáp nhập xã Mỹ An thuộc huyện Lục Nam vào huyện Lục Ngạn.
Ngày 6 tháng 11 năm 1996, Quốc hội ban hành Nghị quyết về việc chia tỉnh Hà Bắc thành tỉnh Bắc Giang và tỉnh Bắc Ninh. Khi đó, xã Mỹ An thuộc huyện Lục Ngạn, tỉnh Bắc Giang.
Ngày 28 tháng 9 năm 2024, Ủy ban Thường vụ Quốc hội ban hành Nghị quyết số 1191/NQ-UBTVQH15 về việc sắp xếp đơn vị hành chính cấp huyện, xã giai đoạn 2023 – 2025 của tỉnh Bắc Giang (nghị quyết có hiệu lực từ ngày 1 tháng 1 năm 2025). Theo đó, chuyển xã Mỹ An thuộc huyện Lục Ngạn về thị xã Chũ mới thành lập quản lý.